# Megalodicopia hians
Megalodicopia hians is een zakpijpensoort uit de familie van de Octacnemidae. De wetenschappelijke naam van de soort is voor het eerst geldig gepubliceerd in 1918 door Oka.